# Циндао
Циндао (на китайски: 青岛市) е град в провинция Шандун, Източен Китай. Населението му е 1 713 708 жители (прибл. оценка 2009 г.), а площта 1102 кв. км. Пощенският му код е 266000, а телефонният 532. Ханските китайци съставляват 99,86% от населението. Намира се в часова зона UTC+8. Населението на административния район е 8 715 087 жители.

## Побратимени градове
- Акапулко (Мексико)
- Лонг Бийч (Калифорния, САЩ)
- Одеса (Украйна)
- Санкт Петербург (Русия)

## Личности
Родени в Циндао
- Ма Дзиен, писател